# 主動作筋
主動作筋（しゅどうさきん）とは、筋肉運動の際に主となる筋肉のことである。主動筋（しゅどうきん）、主力筋（しゅりょくきん）、アゴニスト（英agonist）と呼ばれる。

## 運動方向
頚
- 屈曲（前屈）：胸鎖乳突筋、椎前筋群
- 伸展（後屈）：板状筋群、脊柱起立筋群、後頭下筋群、短背筋群

腰
- 屈曲：腹直筋、外腹斜筋、内腹斜筋
- 伸展：長背筋群、短背筋群

上肢帯
- 挙上：僧帽筋（上部）、肩甲挙筋、菱形筋
- 下制：鎖骨下筋、小胸筋、僧帽筋（下部）
- 外転（屈曲）：前鋸筋、小胸筋
- 内転（伸展）：僧帽筋（中部）、菱形筋
- 上方回旋：僧帽筋（上部・下部）、前鋸筋
- 下方回旋：菱形筋、小胸筋

肩
- 屈曲（前方挙上）：三角筋（前部）、大胸筋（鎖骨部）
- 伸展（後方挙上）：三角筋（後部）、大円筋、広背筋
- 外転（側方挙上）：三角筋（中部）、棘上筋、上腕二頭筋（長頭）
- 内転：大胸筋（腹部）、大円筋、広背筋
- 外旋：棘下筋、小円筋
- 内旋：肩甲下筋、大円筋、広背筋
- 水平屈曲（水平内転）：外転90°までは外転筋の働き、三角筋（前部）、大胸筋、烏口腕筋、肩甲下筋
- 水平伸展（水平外転）：外転90°までは外転筋の働き、三角筋（中部・後部）、棘下筋、小円筋

肘関節
- 屈曲：上腕二頭筋、上腕筋、腕橈骨筋
- 伸展：上腕三頭筋、肘筋

前腕
- 回外：回外筋、上腕二頭筋
- 回内：方形回内筋、円回内筋

手
- 屈曲（掌屈）：橈側手根屈筋、長掌筋、尺側手根屈筋
- 伸展（背屈）：長橈側手根伸筋、短橈側手根伸筋、尺側手根伸筋
- 橈屈：長橈側手根伸筋、短橈側手根伸筋
- 尺屈：尺側手根屈筋、尺側手根伸筋

股
- 屈曲：腸腰筋、大腿筋膜張筋、大腿直筋、恥骨筋
- 伸展：大殿筋、大腿二頭筋（長頭）、半膜様筋、半腱様筋
- 外転：大腿筋膜張筋、中殿筋
- 内転：大内転筋、長内転筋、短内転筋、薄筋、恥骨筋
- 外旋：大殿筋、外閉鎖筋、内閉鎖筋、上双子筋、下双子筋、大腿方形筋、梨状筋
- 内旋：小殿筋

膝
- 伸展：大腿四頭筋、大腿筋膜張筋
- 屈曲：大腿二頭筋、半膜様筋、半腱様筋
- 外旋：大腿二頭筋
- 内旋：半膜様筋、半腱様筋

足
- 伸展（背屈）：前脛骨筋、長趾伸筋、第三腓骨筋
- 屈曲（底屈）：長腓骨筋、腓腹筋、ヒラメ筋、足底筋
- 内がえし（回外＋内転＋底屈）：後脛骨筋、長趾屈筋
- 外がえし（回内＋外転＋背屈）：長腓骨筋、短腓骨筋

足趾
- 屈曲：長趾屈筋、長母趾屈筋
- 伸展：長趾伸筋、長母趾伸筋